# Ротенберг Борис Борисович
Бори́с Бори́сович Ротенбе́рг (фін. Boris Rotenberg, нар. 19 травня 1986, Санкт-Петербург) — фінський і російський футболіст, захисник, фланговий півзахисник клубу «Локомотив» (Москва).
Виступав, зокрема, за клуб «Динамо» (Москва), а також національну збірну Фінляндії.
Дворазовий володар Кубка Росії. Чемпіон Росії.

## Клубна кар'єра
У чотири роки разом з сім'єю переїхав до Фінляндії. У 1991 році почав займатися футболом в дитячій команді клубу «Понністус». Виступав за юнацьку команду клубу ГІК (2000—2002), клуб вищого дивізіону «Йокеріт» (2003), фарм-клуб ГІКа «Клубі-04» (2004—2005).

### «Зеніт»
У 2006 році повернувся в Санкт-Петербург, поступив в СПбДУ. Був на перегляді в «Зеніті-2», але через заборону виступів легіонерів у другому дивізіоні підписав контракт з дублем «Зеніта», за який в 2006—2007 роках провів 46 матчів.
У 2008 році був відданий в оренду в «Шинник». За основний склад зіграв один матч, вийшовши на заміну на 85-й хвилині замість Даміана Горавського в матчі 13 туру проти «Крил Рад». Провів 10 матчів за молодіжний склад «Шинника». У липні 2008 року підписав контракт на правах оренди з клубом «Сатурн», за молодіжний склад якого провів 10 матчів. 16 січня 2009 року був відданий в оренду строком на рік в «Хімки». Провів за «Хімки» 13 матчів у чемпіонаті країни, 1 в кубку і 3 в першості молодіжних складів.
В кінці січня 2010 року був відданий в річну оренду в ізраїльський «Маккабі» (Тель-Авів), але вже в березні перейшов в «Аланію» на тих же умовах.

### «Динамо» Москва
4 лютого 2011 підписав контракт з московським «Динамо». У січні 2012 був відправлений у «Кубань» на правах оренди до кінця сезону 2011/12. Але не зіграв там жодного матчу і влітку 2012 року поїхав в оренду на Кіпр, де провів за місцевий «Олімпіакос» 13 ігор. Через рік повернувся в «Динамо» і в сезоні 2013/14 вийшов на поле всього двічі, в цілому на 22 хвилини.
28 серпня 2015 року на умовах оренди перейшов в «Ростов». У сезоні 2015/16 завоював з командою срібну медаль чемпіонату Росії, повністю провів одну гру з 15.
В кінці 2018 року в кубковому матчі проти «Рубіна» Ротенберг отримав травму передньої хрестоподібної зв'язки колінного суглоба. У грудні в Римі йому була зроблена операція. Пізніше стали з'являтися чутки про те, що футболіст може завершити кар'єру і отримати одну з адміністративних посад в структурі «Локомотива». Однак «Локомотив» цю інформацію спростував.

### «Локомотив»
З початку сезону 2016/17 є гравцем московського «Локомотива». 16 квітня 2017 дебютував в команді, вийшовши на заміну на 82-й хвилині в гостьовому матчі 23-го туру прем'єр-ліги проти тульського «Арсеналу» (0:3).
28 листопада 2018 дебютував у Лізі чемпіонів, вийшовши за кілька хвилин до закінчення домашнього матчу проти турецького «Галатасарая» (2:0).

## Виступи за збірну
2015 року дебютував в офіційних матчах у складі національної збірної Фінляндії.

## Титули і досягнення
- Володар Кубка Росії (2):

«Локомотив» (Москва): 2016–2017, 2018–2019
- Чемпіон Росії (1):

«Локомотив» (Москва): 2017–2018
- Володар Суперкубка Росії (1):

«Локомотив» (Москва): 2019

## Сім'я
- Батько — Ротенберг Борис Романович (російський мільярдер)
- Мати — Ірина Харанен
- Мачуха — Ротенберг Каріна Юріївна

## Санкції
3 березня 2022 року, на тлі вторгнення Росії в Україну, його занесли до списку санкцій США, як особу пов'язану з Борисом Ротенбергом.
Також Ротенберг Борис перебуває під санкціями Канади, Великої Британії, України та Японії.